# Área micropolitana de Torrington
El área micropolitana de Torrington,  y oficialmente como Área Estadística Micropolitana de Torrington, CT µSA  por la Oficina de Administración y Presupuesto, es un Área Estadística Micropolitana centrada en la ciudad de Torrington, en el estado estadounidense de Connecticut. El área micropolitana tenía una población en el Censo de 2010 de 189.927 habitantes, convirtiéndola en la 2.º área metropolitana más poblada de los Estados Unidos. El área micropolitana de Torrington comprende el condado de Litchfield, siendo Torrington la ciudad más poblada.

## Composición del área micropolitana

### Ciudades
Torrington 

### Boroughs
Bantam | 
Litchfield 

### Pueblos
Barkhamsted | 
Bethlehem | 
Bridgewater | 
Canaan | 
Colebrook | 
Cornwall | 
Goshen | 
Harwinton | 
Kent | 
Litchfield | 
Morris | 
New Hartford | 
New Milford | 
Norfolk | 
North Canaan | 
Plymouth | 
Roxbury | 
Salisbury | 
Sharon | 
Thomaston | 
Warren | 
Washington | 
Watertown | 
Winchester | 
Woodbury 

### Lugares designados por el censo
Bethlehem Village | 
Falls Village | 
Lakeville | 
New Hartford Center |
New Milford |
New Preston | 
Norfolk |
Northwest Harwinton | 
Oakville | 
Sharon |
Terryville | 
Watertown | 
Winsted | 
Woodbury Center 